# Pajottenland

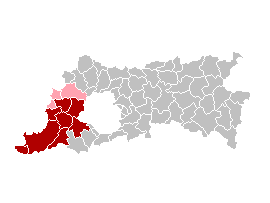
Questa mappa dei comuni del Brabante fiammingo mostra quelli del Pajottenland in rosso, quelli che alcune definizioni includono in rosa.

Il Pajottenland (talvolta scritto anche Payottenland)  è una regione del Belgio situata nella parte occidentale della provincia del Brabante Fiammingo a sud ovest di Bruxelles, tra i fiumi Senne (Zenne in fiammingo) e Dendre (Dender). È un territorio agricolo molto fertile, che sfiora l'agglomerazione urbana densamente popolata di Anderlecht (una parte di questa località è nel Pajottenland). Le altre regioni confinanti sono: Alost (Aalst in lingua olandese), Enghien (Edingen), Grammont (Geraardsbergen), Halle e Ninove. Il Pajottenland è conosciuto per la produzione della birra a fermentazione spontanea denominata Lambic, in tutte le sue varianti.

## Storia
Nel Medioevo emersero due grandi domini, a nord il paese di Gaasbeek e a sud il paese di Enghien, a cui appartenevano le comunità più importanti del Pajottenland. Il Pajottenland è caratterizzato dall'assenza di città. Confina con le città di Bruxelles, Halle (Belgio), Enghien, Geraardsbergen e, a seconda della fonte, Aalst.
L'avvocato di Lennik FJ De Gronckel ha attirato l'attenzione sul Pajottenland pubblicando un pezzo romantico e giocoso intitolato t Payottenland gelyk het van oudtyds gestaen s (Bruxelles 1852) con lo pseudonimo di Franciscus Josephus Twyfelloos.
Il nome della regione deriva dalla parola vallone payot che era il nome che la gente del posto dava ai suoi connazionali arruolati come mercenari nell'esercito imperiale degli Asburgo nel XVIII secolo.

## Turismo
Il Pajottenland e lo Zennetal formano il paesaggio regionale riconosciuto del Pajottenland & Zennevallei. Il Pajottenland fa anche parte della cintura verde (Groene Gordel) attorno a Bruxelles, ed è anche menzionata come la Toscana dei Paesi Bassi o "terra di Bruegel". Oggi è meglio conosciuto per il suo prodotto regionale lambic e le bevande che ne derivano, Faro, Kriek e soprattutto Gueuze. La regione era famosa in tutto il mondo per i suoi cavalli da tiro dal 1880 al 1950 (Brabanter). Verso la fine del XIX secolo e l'inizio del XX secolo, i cavalli belgi a sangue freddo furono esportati in tutto il mondo e da allora furono spesso utilizzati come base per molte altre razze a sangue freddo. La razza del cavallo ha avuto una grande influenza su altre razze a sangue freddo in tutto il mondo.

## Galleria d'immagini

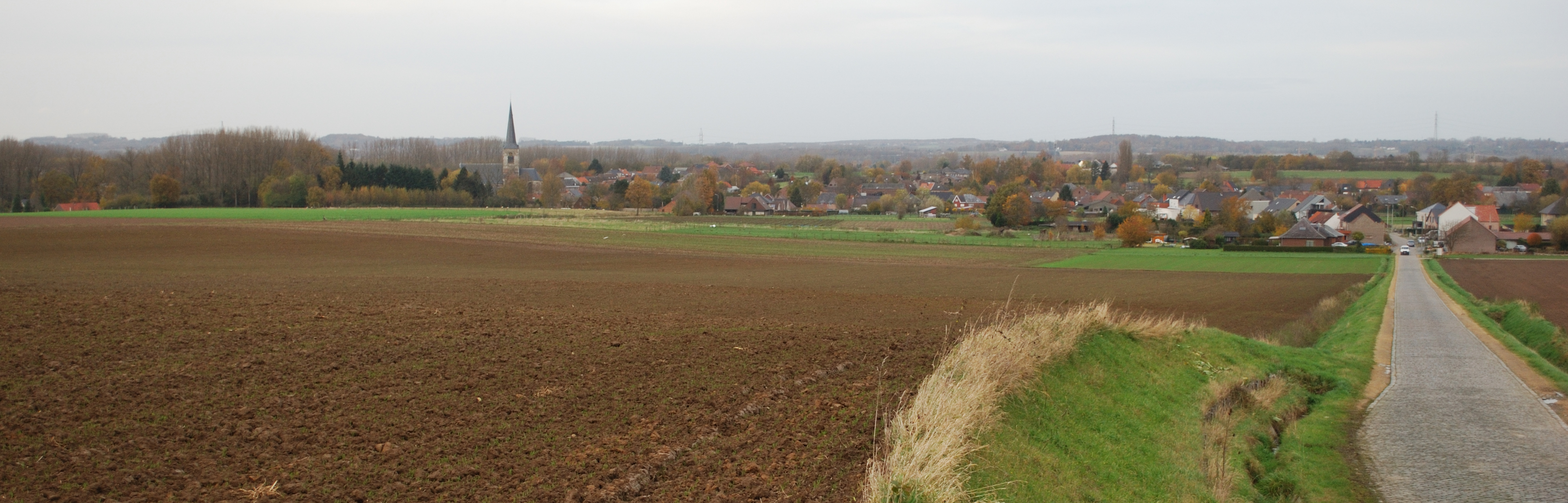
Vista del villaggio di Wambeek nel comune di Ternat.
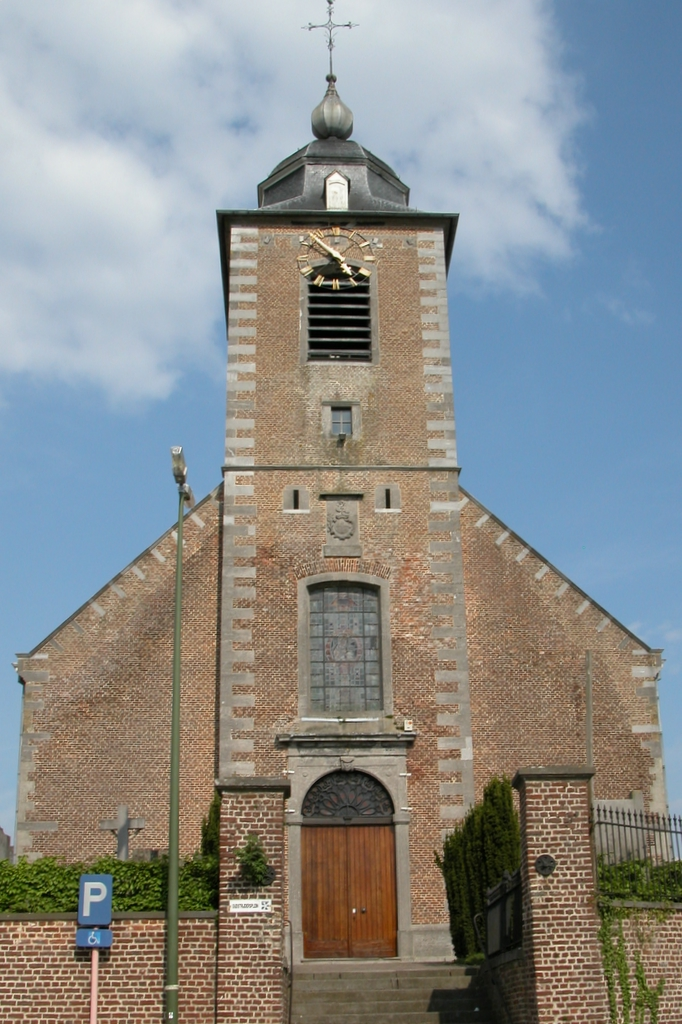
Chiesa di San Paolo (Sint-Pauluskerk), nel villaggio di Vollezele, vicino a Galmaarden.
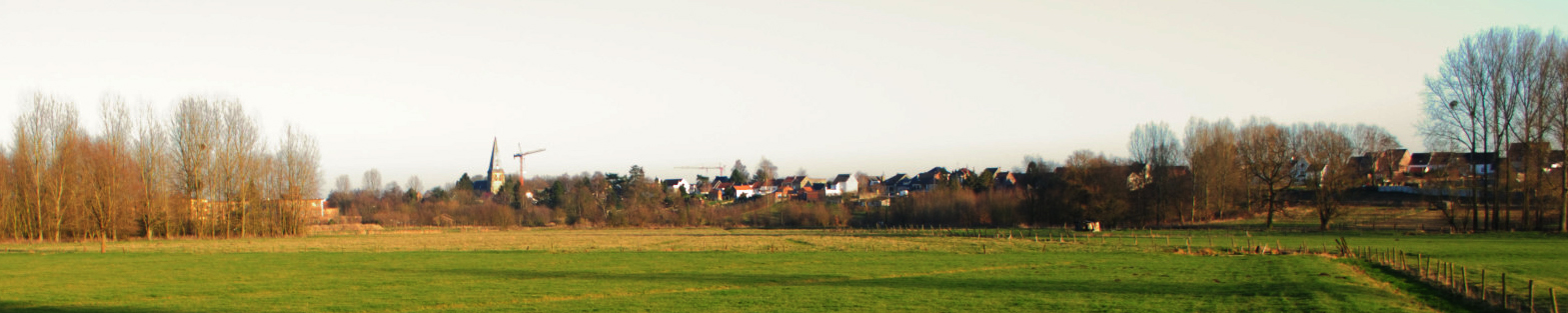
Vista della città di Liedekerke.
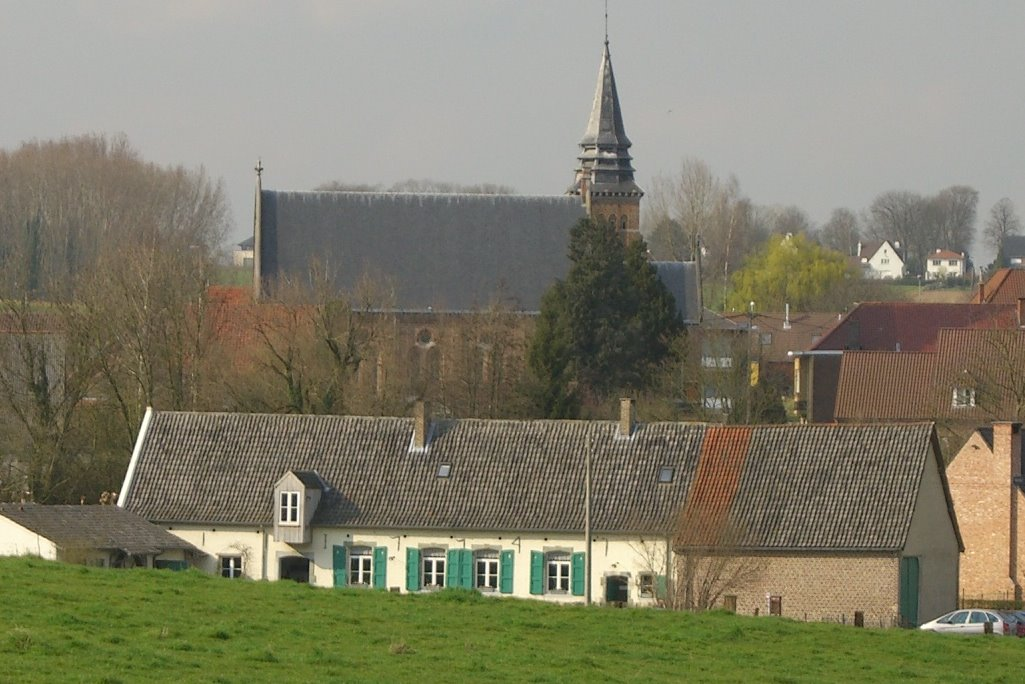
Mulino del villaggio di Sint-Gertrudis-Pede, considerato un monumento storico..